# Avenida Alem (Tucumán)
La Avenida Leandro N. Alem es una avenida de San Miguel de Tucumán, Tucumán, Argentina. Se extiende desde la intersección de las avenidas Mitre y Mate de Luna hasta la Diagonal Sur en Barrio 11 de Marzo, continuando por esta calle.

## Historia
La avenida fue creada por parte del ensanche del área central de la capital en 1887, siendo originalmente llamada como Boulevard Juárez Celman. En 1903 fue renombrada como Boulevard Mitre y en 1920 con su nombre actual. Durante el siglo XX se convirtió en una zona comercial al asentarse cerca del Mercado de Abasto de Tucumán, extendiéndose varias líneas de tranvías y las líneas 101 y 102 de los extintos trolebuses. En 2016 se realizaron trabajos de repavimentación en la avenida, entre avenida Roca y General Paz.

## Sitios de interés
A lo largo de esta avenida se desarrollan varios lugares de interés y emblemáticos:
- Centro de Diagnóstico y Tratamiento Gálvez
- Plaza Miguel Lillo
- Iglesia San Gerardo
- Instituto Privado San Judas Tadeo
- Club Atlético Central Córdoba de Tucumán